# Primera División (calcio a 5)
La Primera División de Fútbol Sala è il massimo livello professionistico del campionato spagnolo di calcio a 5. È considerata una delle più importanti competizioni di calcio a 5 e uno dei pochi campionati professionistici del mondo di questa disciplina.

## Storia
Il primo incontro, organizzato dalla LNFS, fu giocato il 1 ottobre 1989 al Polideportivo Antonio Magariños di Madrid e vide opposte Inter e Paz y Cía Torrelodones. L'incontro fu vinto dalla squadra di casa per 8-6; Ramón Carosini realizzò la prima rete in assoluto della División de Honor.
I primi campionati della División de Honor si articolavano in quattro gironi da 12 squadre ciascuno. Il girone unico fu introdotto dalla stagione 1994-1995.
Fin dal proprio esordio ha sempre visto le migliori formazioni di Spagna affrontarsi per la conquista del titolo nazionale anche se nei primi anni non ci fu una squadra in grado di emergere più delle altre; nonostante tutto i primi campionati furono contraddistinti dall'affermarsi di due formazioni: l'Inter Fútbol Sala e il CLM Talavera.
Gli anni a cavallo del 2000 furono invece contraddistinti dal Castellón che riuscì a vincere il campionato per ben due volte consecutive.
Gli anni successivi hanno visto ripetutamente contendersi il titolo di campione di Spagna dai giocatori dell'Inter Fútbol Sala e del ElPozo Murcia che si sono scontrati in finale per ben sei volte in sette anni dando vita ad una nuova rivalità sportiva a livello nazionale.
Con la riforma dei campionati, dalla stagione 2011-2012 la competizione ha assunto la denominazione di Primera División. Scaduto l'accordo tra LNFS, che fino ad allora aveva gestito la competizione, e RFEF, dalla stagione 2020-21 la Primera División è organizzata dal neocostituito "Comité Nacional de la competición profesionalizada de Fútbol Sala" istituito per avviare la disciplina al professionismo.

## Squadre partecipanti
Sono 62 le squadre ad aver preso parte ai 29 campionati di massima serie a girone unico che sono stati disputati a partire dalla stagione 1995-96 fino alla 2023-24. In grassetto sono riportate le società iscritte alla corrente edizione mentre tra parentesi l'ultima partecipazione delle altre società.
- 29 volte: ElPozo Murcia, Inter

- 26 volte: SC García, Xota

- 24 volte: Barcellona

- 22 volte: Cartagena

- 21 volte: S10 Saragozza (2022)

- 20 volte: Segovia (2019)

- 16 volte: Playas de Castellón (2011)

- 15 volte: Carnicer Torrejón (2012), Palma, Santiago (2018)

- 14 volte: Prone Lugo (2015)

- 13 volte: Jaén, Ribera Navarra

- 10 volte: Martorell (2007)

- 9 volte: Levante, O Parrulo (2021), Peñíscola, Valencia (2008)

- 8 volte: Baix Maestrat (2012), Burela (2022), Móstoles (2008)

- 6 volte: Astorga (2001), Guadalajara (2011), Jerez (2001), Ourense (2002), Valdepeñas

- 5 volte: CLM Talavera (2000), Córdoba, Rías Baixas (2000), Sol Fuerza (2000)

- 4 volte: Betis, Gáldar (2018), Jumilla (2017), Maspalomas (1999), UMA Antequera

- 3 volte: Atlético Boadilla (2004), Manzanares, Sego Zaragoza (1998)

- 2 volte: Láncara (2006), Noia, Pinto (2010), Puertollano (2013), Talavera (2012)

- 1 volta: Albacete (2006), Alcantarilla (1996), Alzira, Andorra (2002), Atlético Madrid (1996), Bilbo (2006), Celta Vigo (2007), Ceuta (1996), Club del Mar (2000), Elche (2016), La Massana (1996), Las Rozas Boadilla (2005), Leis Pontevedra (2008), Mejorada (1996), Universidad Europea (1997), Uruguay Tenerife (2015), Zamora (2010)

## Albo d'oro
- 1989-1990:  Interviú (1º)
- 1990-1991:  Interviú (2º)
- 1991-1992:  Caja Toledo (1º)
- 1992-1993:  Marsanz Torrejón (1º)
- 1993-1994:  Maspalomas (1º)
- 1994-1995:  Sego Zaragoza (1º)
- 1995-1996:  Interviú (3º)
- 1996-1997:  CLM Talavera (2º)
- 1997-1998:  ElPozo Murcia (1º)
- 1998-1999:  Segovia (1º)
- 1999-2000:  Playas de Castellón (1º)
- 2000-2001:  Playas de Castellón (2º)
- 2001-2002:  Interviú (4º)
- 2002-2003:  Interviú (5º)
- 2003-2004:  Interviú (6º)
- 2004-2005:  Interviú (7º)
- 2005-2006:  ElPozo Murcia (2º)
- 2006-2007:  ElPozo Murcia (3º)
- 2007-2008:  Interviú (8º)
- 2008-2009:  ElPozo Murcia (4º)
- 2009-2010:  ElPozo Murcia (5º)
- 2010-2011:  Barcellona (1º)
- 2011-2012:  Barcellona (2º)
- 2012-2013:  Barcellona (3º)
- 2013-2014:  Inter (9º)
- 2014-2015:  Inter (10º)
- 2015-2016:  Inter (11º)
- 2016-2017:  Inter (12º)
- 2017-2018:  Inter (13º)
- 2018-2019:  Barcellona (4º)
- 2019-2020:  Inter (14º)
- 2020-2021:  Barcellona (5º)
- 2021-2022:  Barcellona (6º)
- 2022-2023:  Barcellona (7º)
- 2023-2024:  Cartagena (1º)
- 2024-2025:  Cartagena (2º)

## Statistiche
| Squadra             | Titoli | Anni |
| ------------------- | ------ | --- |
| Inter               | 14     | 1989-1990, 1990-1991, 1995-1996, 2001-2002, 2002-2003, 2003-2004, 2004-2005, 2007-2008, 2013-2014, 2014-2015, 2015-2016, 2016-2017, 2017-2018, 2019-2020 |
| Barcellona          | 7      | 2010-2011, 2011-2012, 2012-2013, 2018-2019, 2020-2021, 2021-2022, 2022-2023                                                                              |
| ElPozo Murcia       | 5      | 1997-1998, 2005-2006, 2006-2007, 2008-2009, 2009-2010 |
| CLM Talavera        | 2      | 1991-1992, 1996-1997 |
| Playas de Castellón | 2      | 1999-2000, 2000-2001 |
| Cartagena           | 2      | 2023-2024, 2024-2025 |
| Marsanz Torrejón    | 1      | 1992-1993 |
| Maspalomas          | 1      | 1993-1994 |
| Sego Zaragoza       | 1      | 1994-1995 |
| Segovia             | 1      | 1998-1999 |

## Capocannonieri
Nella storia della massima categoria, il titolo di capocannoniere è stato assegnato ex aequo solamente in due occasioni: nella stagione 1992-93, a Paulo Roberto e Marcos Sorato, e nella stagione 2019-20, ad Adolfo Fernández e Javier "Chino" García.
| Stagione | Nazione            | Giocatore                   | Squadra               | Reti |
| -------- | ------------------ | --------------------------- | --------------------- | ---- |
| 1989-90  | -                  | sconosciuto                 | sconosciuta           | -    |
| 1990-91  | -                  | sconosciuto                 | sconosciuta           | -    |
| 1991-92  | Brasile (bandiera) | Elias                       | Segovia               | 60   |
| 1992-93  | Brasile (bandiera) | Paulo Roberto Marcos Sorato | Redislogar CCM Toledo | 44   |
| 1993-94  | Spagna (bandiera)  | Antonio Martín              | Maspalomas            | 77   |
| 1994-95  | Brasile (bandiera) | Edésio                      | Jerez                 | 59   |
| 1995-96  | Brasile (bandiera) | Elias                       | Segovia               | 71   |
| 1996-97  | Brasile (bandiera) | Paulo Roberto               | ElPozo Murcia         | 62   |
| 1997-98  | Spagna (bandiera)  | Joan Linares                | CLM Talavera          | 57   |
| 1998-99  | Brasile (bandiera) | Marcelo                     | Industrias García     | 56   |
| 1999-00  | Spagna (bandiera)  | Joan Linares                | CLM Talavera          | 68   |
| 2000-01  | Brasile (bandiera) | Paulo Roberto               | ElPozo Murcia         | 72   |
| 2001-02  | Brasile (bandiera) | Daniel                      | Segovia               | 52   |
| 2002-03  | Brasile (bandiera) | Paulo Roberto               | ElPozo Murcia         | 64   |
| 2003-04  | Brasile (bandiera) | Lenísio                     | ElPozo Murcia         | 69   |
| 2004-05  | Brasile (bandiera) | Lenísio                     | ElPozo Murcia         | 68   |
| 2005-06  | Brasile (bandiera) | Fernandão                   | Martorell             | 51   |
| 2006-07  | Brasile (bandiera) | Schumacher                  | Interviú              | 30   |
| 2007-08  | Brasile (bandiera) | Betão                       | Santiago              | 32   |
| 2008-09  | Brasile (bandiera) | Wilde                       | ElPozo Murcia         | 46   |

| Stagione | Nazione               | Giocatore              | Squadra               | Reti |
| -------- | --------------------- | ---------------------- | --------------------- | ---- |
| 2009-10  | Brasile (bandiera)    | Wilde                  | ElPozo Murcia         | 47   |
| 2010-11  | Brasile (bandiera)    | Betão                  | Inter                 | 37   |
| 2011-12  | Brasile (bandiera)    | Esquerdinha            | ElPozo Murcia         | 46   |
| 2012-13  | Spagna (bandiera)     | Daniel Salgado         | Santa Coloma          | 44   |
| 2013-14  | Spagna (bandiera)     | Daniel Salgado         | Santa Coloma          | 34   |
| 2014-15  | Spagna (bandiera)     | Daniel Salgado         | SC García             | 48   |
| 2015-16  | Spagna (bandiera)     | Juanqui                | Peñíscola             | 34   |
| 2016-17  | Brasile (bandiera)    | Ferrão                 | Barcellona            | 37   |
| 2017-18  | Brasile (bandiera)    | Ferrão                 | Barcellona            | 33   |
| 2018-19  | Brasile (bandiera)    | Ferrão                 | Barcellona            | 38   |
| 2019-20  | Spagna (bandiera)     | Adolfo Fernández Chino | Barcellona Valdepeñas | 26   |
| 2020-21  | Slovacchia (bandiera) | Tomáš Drahovský        | SC García             | 29   |
| 2021-22  | Brasile (bandiera)    | Ferrão                 | Barcellona            | 30   |
| 2022-23  | Spagna (bandiera)     | Chino                  | Jaén                  | 32   |
| 2023-24  | Brasile (bandiera)    | Marcel Marques         | ElPozo Murcia         | 32   |